# كانديلا بينا
كانديلا بينا (بالإسبانية: Candela Peña)‏ هي ممثلة إسبانية، ولدت في 14 يوليو 1973 بغافا في إسبانيا.

## أعمال

### أفلام
- (1999) كل شيء عن أمي[1]
- (2003) توريمولينوس 73

## وصلات خارجية
- كانديلا بينا على موقع IMDb (الإنجليزية)
- كانديلا بينا على موقع قاعدة بيانات الأفلام العربية
- كانديلا بينا على موقع ألو سيني (الفرنسية)
- كانديلا بينا على موقع تيرنر كلاسيك موفيز (الإنجليزية)
- كانديلا بينا على موقع أول موفي (الإنجليزية)
- كانديلا بينا على موقع قاعدة بيانات الأفلام السويدية (السويدية)
- كانديلا بينا على موقع قاعدة بيانات الفيلم (الإنجليزية)
- كانديلا بينا على موقع كينوبويسك (الروسية)